# Viktorija Golubic
Viktorija Golubic (* 16. Oktober 1992 in Zürich) ist eine Schweizer Tennisspielerin.

## Karriere
Golubic, die am liebsten auf Hartplätzen spielt, hat kroatische sowie serbische Wurzeln. 2008 debütierte sie auf dem ITF Women’s Circuit und gewann auf diesem 2011 ihre ersten beiden Titel. Im gleichen Jahr ging sie in Budapest erstmals in der Qualifikation zu einem Turnier der WTA Tour an den Start, schied aber in der ersten Runde aus. 2013 folgte dann ihr erster ITF-Titel der $25'000-Kategorie, ehe Golubic in Bad Gastein zum ersten Mal der Sprung ins Hauptfeld eines WTA-Turniers gelang und dort auf Anhieb der Einzug in die zweite Runde. Bei den US Open war sie daraufhin erstmals für die Qualifikation zu einem Grand-Slam-Turnier startberechtigt, scheiterte aber in der zweiten Runde.
2014 stand Golubic dann im Endspiel von drei weiteren ITF-Turnieren der $25'000-Kategorie, die sie allesamt verlor. Im Jahr darauf gewann sie zwei weitere ITF-Turniere, davon ihr erstes der $50'000-Kategorie und erreichte zudem drei weitere Finals. In die Saison 2016 startete Golubic mit einem weiteren ITF-Titel der $25'000-Kategorie und qualifizierte sich im Anschluss bei den Australian Open erstmals für das Hauptfeld eines Grand-Slam-Turniers, verlor dort allerdings ihr erstes Match. Auch bei den French Open konnte sie sich in die Hauptrunde spielen und überstand nach einem Sieg über Alison Riske zum ersten Mal die Auftaktrunde. Nach dem erstmaligen Erreichen eines WTA-Viertelfinals in ’s-Hertogenbosch konnte Golubic bei ihrem Heimturnier in Gstaad durch einen Sieg im Endspiel gegen Kiki Bertens ihren ersten Titel auf der WTA Tour feiern und rückte somit anschliessend in die Top 100 der Tennisweltrangliste vor. Zum Saisonabschluss stand sie in Linz ein zweites Mal in einem WTA-Endspiel, nachdem sie unter anderem im Viertelfinal mit Garbiñe Muguruza erstmals eine Top-10-Spielerin schlagen konnte. Im Final musste sie sich aber Dominika Cibulková geschlagen geben. Aufgrund einer schwachen Folgesaison, in der Golubic nur einen einzigen Tour-Halbfinal in Linz sowie zum Jahresausklang zwei weitere Halbfinals bei Turnieren der WTA Challenger Series in Hua Hin und Taipeh erzielte, fiel sie im Ranking wieder aus den besten 100 der Welt heraus.
2018 qualifizierte sie sich zwar für die Hauptfelder der Australian Open und French Open, blieb in der Endrunde aber jeweils sieglos. Ihr bestes Saisonergebnis gelang Golubic Ende des Jahres mit dem Gewinn eines ITF-Turniers der $80'000-Kategorie, wodurch sie unter die Top 100 der Weltrangliste zurückkehrte. Im Jahr darauf triumphierte sie dann in Indian Wells nach einem Sieg im Final über Jennifer Brady erstmals bei einem WTA Challenger. Ausserdem konnte sie in Guangzhou erstmals seit 2017 wieder in die Vorschlussrunde eines WTA-Turniers vorstossen.
Nach einem schwachen Jahr 2020 erlebte Golubic 2021 ihre bislang beste Saison auf der WTA Tour. Im Anschluss an den Gewinn ihres bisher zehnten ITF-Titels bei einem Turnier der $25'000-Kategorie rückte sie zunächst in Lyon aus der Qualifikation kommend bis ins Endspiel vor, das sie letztlich gegen Clara Tauson verlor. Daraufhin startete sie in Monterrey und kam auch dort als Qualifikantin bis in den Final, unterlag aber erneut, diesmal Leylah Annie Fernandez. Auf Sand errang sie anschliessend in Saint-Malo nach einem Sieg über Jasmine Paolini ihren zweiten Turniersieg bei einem WTA Challenger. Stark präsentierte Golubic sich im Anschluss auch auf Rasen und zog zunächst in den Viertelfinal des Premier-Turniers von Eastbourne ein, bevor sie in Wimbledon ihren ersten Grand-Slam-Viertelfinal erreichte, in dem sie an der späteren Finalistin Karolína Plíšková scheiterte. Im Anschluss kam Golubic bei ihrer ersten Teilnahme an Olympischen Sommerspielen in Tokio nach einem Auftakterfolg über María Camila Osorio Serrano in die zweite Runde des Einzelwettbewerbs und schied dort gegen Naomi Ōsaka aus. Im Doppelwettkampf feierte sie mit dem Gewinn der Silbermedaille an der Seite ihrer Landsfrau und Olympiasiegerin im Einzel Belinda Bencic ihren bislang grössten Karriereerfolg. Als ungesetztes Team stiessen die beiden bis ins Endspiel vor, in dem sie den Weltranglistenführenden Barbora Krejčíková und Kateřina Siniaková unterlagen. Beim verschobenen Premier-Mandatory-Turnier von Indian Wells konnte Golubic mit Maria Sakkari zum zweiten Mal in ihrer Laufbahn eine Top-10-Spielerin schlagen und zog in die dritte Runde ein. Anfang 2022 erreichte sie mit Rang 35 ihre bis dahin beste Weltranglistenplatzierung.
Im Jahr 2014 gab Golubic beim 4:1-Playoff-Erfolg gegen Brasilien ihren Einstand für die Schweizer Fed-Cup-Mannschaft. Seitdem hat sie für ihr Land 17 Begegnungen im Einzel und Doppel bestritten, von denen sie neun gewinnen konnte (Einzelbilanz 5:6).

## Turniersiege

### Einzel
| Nr. | Datum              | Turnier                 | Kategorie         | Belag             | Finalgegnerin         | Ergebnis       |
| --- | ------------------ | ----------------------- | ----------------- | ----------------- | --------------------- | -------------- |
| 1.  | 16. Mai 2011       | Santa Coloma de Farners | ITF $10.000       | Sand              | Inés Ferrer Suárez    | 6:3, 6.3       |
| 2.  | 12. September 2011 | Lleida                  | ITF $10.000       | Sand              | Lucía Cervera Vázquez | 6:1, 7:65      |
| 3.  | 1. April 2013      | Antalya                 | ITF $10.000       | Hartplatz         | Ellen Allgurin        | 6:4, 6:2       |
| 4.  | 8. April 2013      | Antalya                 | ITF $10.000       | Hartplatz         | Katharina Lehnert     | 6:2, 6:3       |
| 5.  | 3. Juni 2013       | Brescia                 | ITF $25.000       | Sand              | Anastasia Grymalska   | 6:4, 6:4       |
| 6.  | 24. August 2015    | Woking                  | ITF $25.000       | Hartplatz         | Katy Dunne            | 6:4, 6:4       |
| 7.  | 8. November 2015   | Waco                    | ITF $50.000       | Hartplatz         | Nicole Gibbs          | 6:2, 6:1       |
| 8.  | 9. Januar 2016     | Hongkong                | ITF $25.000       | Hartplatz         | Risa Ozaki            | 6:3, 6:3       |
| 9.  | 17. Juli 2016      | Gstaad                  | WTA International | Sand              | Kiki Bertens          | 4:6, 6:3, 6:4  |
| 10. | 28. Oktober 2018   | Poitiers                | ITF $80.000       | Hartplatz (Halle) | Natalja Wichljanzewa  | 3:6, 6:1, 7:5  |
| 11. | 3. März 2019       | Indian Wells            | WTA Challenger    | Hartplatz         | Jennifer Brady        | 3:6, 7:5, 6:3  |
| 12. | 14. Februar 2021   | Grenoble                | ITF W25           | Hartplatz (Halle) | Maryna Zanevska       | 6:1, 4:6, 7:62 |
| 13. | 9. Mai 2021        | Saint-Malo              | WTA Challenger    | Sand              | Jasmine Paolini       | 6:1, 6:3       |
| 14. | 9. September 2023  | Tokio                   | ITF W100          | Hartplatz         | Wang Xiyu             | 6:4, 3:6, 6:4  |
| 15. | 15. Oktober 2023   | Rouen                   | WTA Challenger    | Hartplatz (Halle) | Erika Andrejewa       | 6:4, 6:1       |
| 16. | 22. Oktober 2023   | Shrewsbury              | ITF W100          | Hartplatz (Halle) | Amarni Banks          | 6:0, 6:0       |
| 17. | 3. November 2024   | Jiujiang                | WTA 250           | Hartplatz         | Rebecca Šramková      | 6:3, 7:5       |
| 18. | 15. Dezember 2024  | Limoges                 | WTA Challenger    | Hartplatz (Halle) | Céline Naef           | 7:5, 6:4       |

### Doppel
| Nr. | Datum             | Turnier             | Kategorie   | Belag             | Partnerin               | Finalgegnerinnen                                 | Ergebnis         |
| --- | ----------------- | ------------------- | ----------- | ----------------- | ----------------------- | ------------------------------------------------ | ---------------- |
| 1.  | 27. November 2011 | La Vall d’Uixó      | ITF $10.000 | Sand              | Magdalena Kiszczyńska   | Yvonne Cavalle-Reimers Arabela Fernández Rabener | 7:5, 3:6, [10:8] |
| 2.  | 19. Januar 2013   | Stuttgart-Stammheim | ITF $10.000 | Hartplatz (Halle) | Julia Kimmelmann        | Olga Doroschina Julia Waletowa                   | 6:4, 6:1         |
| 3.  | 26. Januar 2013   | Kaarst              | ITF $10.000 | Teppich (Halle)   | Julia Kimmelmann        | Anja Prislan Jasmin Steinherr                    | 6:3, 4:6, [10:5] |
| 4.  | 7. April 2013     | Antalya             | ITF $10.000 | Hartplatz         | Katharina Lehnert       | Martina Borecká Petra Krejsová                   | 5:7, 6:3, [10:7] |
| 5.  | 20. Oktober 2013  | Limoges             | ITF $50.000 | Hartplatz (Halle) | Magda Linette           | Nicole Clerico Nikola Fraňková                   | 6:4, 6:4         |
| 6.  | 4. Mai 2014       | Wiesbaden (1)       | ITF $25.000 | Sand              | Diāna Marcinkēviča      | Julia Glushko Mandy Minella                      | 6:4, 6:3         |
| 7.  | 29. Juni 2014     | Stuttgart           | ITF $25.000 | Sand              | Laura Siegemund         | Lesley Kerkhove Arantxa Rus                      | 6:3, 6:3         |
| 8.  | 20. Juli 2014     | Darmstadt           | ITF $25.000 | Sand              | Nicola Geuer            | Carolin Daniels Laura Schäder                    | 5:7, 6:2, [10:3] |
| 9.  | 28. Februar 2015  | Sankt Petersburg    | ITF $50.000 | Hartplatz (Halle) | Aljaksandra Sasnowitsch | Stéphanie Foretz Ana Vrljić                      | 6:4, 7:5         |
| 10. | 2. Mai 2015       | Wiesbaden (2)       | ITF $25.000 | Sand              | Carolin Daniels         | Cindy Burger Weronika Kapschaj                   | 6:4, 4:6, [10:6] |
| 11. | 29. Mai 2015      | Grado               | ITF $25.000 | Sand              | Beatriz Haddad Maia     | Sharon Fichman Katarzyna Piter                   | 6:3, 6:2         |
| 12. | 12. Juni 2015     | Essen               | ITF $25.000 | Sand              | Nicola Geuer            | Carolin Daniels Antonia Lottner                  | 6:3, 6:3         |
| 13. | 31. Oktober 2015  | Macon               | ITF $50.000 | Hartplatz         | Jan Abaza               | Paula Cristina Gonçalves Sanaz Marand            | 7:63, 7:5        |
| 14. | 8. Januar 2016    | Hongkong            | ITF $25.000 | Hartplatz         | Stephanie Vogt          | Ching-wen Hsu Emma Laine                         | 6:2, 1:6, [10:4] |
| 15. | 23. Januar 2021   | Fudschaira          | ITF W25     | Hartplatz (Halle) | Çağla Büyükakçay        | Liang En-shuo You Xiaodi                         | 5:7, 6:4, [10:4] |

## Abschneiden bei Grand-Slam-Turnieren

### Einzel
| Turnier         | 2013 | 2014 | 2015 | 2016 | 2017 | 2018 | 2019 | 2020 | 2021 | 2022 | 2023 | 2024 | 2025 | Karriere |
| --------------- | ---- | ---- | ---- | ---- | ---- | ---- | ---- | ---- | ---- | ---- | ---- | ---- | ---- | -------- |
| Australian Open | —    | Q1   | Q2   | 1    | 1    | 1    | 1    | 1    | Q2   | 1    | 1    | 3    | 1    | 3        |
| French Open     | —    | Q1   | —    | 2    | 1    | 1    | 1    | Q1   | 1    | 1    | Q1   | 2    | 2    | 2        |
| Wimbledon       | —    | Q1   | —    | Q2   | 2    | 1    | 3    |      | VF   | 2    | 2    | 1    | 1    | VF       |
| US Open         | Q2   | Q1   | —    | 1    | 1    | Q2   | 1    | 1    | 1    | 1    | Q2   | 1    |      | 1        |

Zeichenerklärung: S = Turniersieg; F, HF, VF, AF = Einzug in den Final / Halbfinal / Viertelfinal / Achtelfinal; 1, 2, 3 = Ausscheiden in der 1. / 2. / 3. Hauptrunde; Q1, Q2, Q3 = Ausscheiden in der 1. / 2. / 3. Qualifikationsrunde; nicht ausgetragen

### Doppel
| Turnier         | 2016 | 2017 | 2018 | 2019 | 2020 | 2021 | 2022 | 2023 | 2024 | Karriere |
| --------------- | ---- | ---- | ---- | ---- | ---- | ---- | ---- | ---- | ---- | -------- |
| Australian Open | —    | AF   | AF   | —    | 2    | —    | 1    | AF   | —    | AF       |
| French Open     | —    | 2    | 2    | 1    | —    | 1    | 2    | —    | —    | 2        |
| Wimbledon       | —    | 1    | 1    | 2    |      | 2    | 2    | —    | —    | 2        |
| US Open         | 2    | 1    | —    | AF   | —    | 1    | —    | —    | 2    | AF       |

## Weltranglistenpositionen am Saisonende
| Jahr   | 2011 | 2012 | 2013 | 2014 | 2015 | 2016 | 2017 | 2018 | 2019 | 2020 | 2021 | 2022 | 2023 |
| ------ | ---- | ---- | ---- | ---- | ---- | ---- | ---- | ---- | ---- | ---- | ---- | ---- | ---- |
| Einzel | 564  | 609  | 193  | 227  | 178  | 57   | 128  | 92   | 81   | 137  | 43   | 77   | 84   |
| Doppel | 731  | 410  | 224  | 235  | 130  | 117  | 66   | 101  | 186  | 137  | 146  | 90   | 146  |